# Corbion (Ciney)
Pour les articles homonymes, voir Corbion.
Corbion est un hameau belge de l'ancienne commune de Leignon, situé dans la commune de Ciney.